# Cesilio de los Santos
Cesilio de los Santos (Rivera, 12 febbraio 1965) è un ex calciatore uruguaiano, di ruolo difensore.

## Carriera

### Club
Ha giocato nella prima divisione uruguaiana ed in quella messicana.

### Nazionale
Con la Nazionale uruguaiana ha preso parte alla Copa América 1993, ultimo anno in cui colleziona presenza in nazionale.

## Palmarès

### Club

#### Competizioni nazionali
- Campionato messicano: 2

América: 1988, 1989
- Supercoppa del Messico: 2

América: 1988, 1989
- Liguilla Pre-Libertadores de América: 1

Nacional: 1996

#### Competizioni internazionali
- CONCACAF Champions League: 2

América: 1990, 1992